# Предварительная мирная конвенция (1828)
Предварительная мирная Конвенция (исп. Convención Preliminar de Paz, порт. Convenção Preliminar de Paz) — договор, подписанный в Рио-де-Жанейро 27 августа 1828 года между представителями Соединённых провинций Южной Америки и Бразильской империи, который привёл к завершению войны между этими странами.

## Предыстория
К 1827 году война между двумя странами зашла в тупик: средства были истощены, а на поле боя ни одна из сторон не была в состоянии добиться решающего преимущества. Блокада бразильским флотом аргентинского побережья сильно ударила по британской торговле с Южной Америкой, поэтому Великобритания также была заинтересована в заключении мира. В этих условиях 20 февраля 1828 года Бразилия и Соединённые провинции решили начать мирные переговоры при посредничестве Великобритании. В качестве посредника из Лондона в Рио-де-Жанейро прибыл лорд Джон Понсонби.

## Переговоры
При переговорах быстро выяснились противоречия в подходах. Соединённые провинции не признавали бразильского суверенитета над Восточной полосой, а Бразилия не желала отдавать провинцию Сисплатина Соединённым провинциям и требовала себе Восточные миссии для обеспечения свободы судоходства по Ла-Плате. Чтобы разрешить проблему, лорд Понсонби предложил сделать спорную территорию независимым государством, и согласился с бразильскими претензиями на Восточные миссии и свободу судоходства. Представитель Соединённых провинций поначалу не хотел с этим соглашаться, но Великобритания надавила, и 27 августа 1828 года договор был подписан.

## Итоги и последствия
На момент подписания предварительного соглашения войска Соединённых провинций вытеснили бразильские войска из всей Восточной полосы (вместе с Восточными миссиями), поэтому известия о соглашении, по которому эти территории должны быть оставлены, да ещё и с оплатой военных издержек Бразилии, вызвали шок. Президент Бернардино Ривадавия был вынужден уйти в отставку, а губернатор Буэнос-Айреса Мануэль Доррего попытался аннулировать соглашение, но Понсонби давил всеми возможными способами, и новое правительство Соединённых провинций было вынуждено уступить. 4 октября 1828 года соглашение было ратифицировано в Монтевидео, и бывшая провинция Сисплатина стала независимым государством Уругвай.
Военные Соединённых провинций, которые были родом с земель Восточной полосы, составили основу вооружённых сил нового государства. Соперничество между военными лидерами привело к гражданским войнам как в Уругвае, так и в Соединённых провинциях.